# Atlapetes leucopis
Atlapetes leucopis е вид птица от семейство Овесаркови (Emberizidae).

## Разпространение
Видът е разпространен в Еквадор и Колумбия.